# Colloquio di notte
Colloquio di notte è una raccolta di racconti di Paola Masino, pubblicata postuma nel 1992 per le edizioni La Luna.
Contiene una serie di racconti, per la prima volta qui riuniti, pubblicati su giornali e riviste in un arco di tempo che va dal 1933 al 1948, con l'eccezione di tre inediti. I racconti contenuti in Colloquio di notte non sono fratelli minori di quelli, arditamente surreali, raccolti in Decadenza della morte e degli altri che formano l'eccentrica partitura di Racconto grosso. Questi racconti furono composti quasi tutti negli anni 'quaranta: anni quanto mai significativi nella storia collettiva italiana e nella storia personale dell'autrice, anni che trasformano prospettive e ideologie, che fanno conoscere, o riscoprire, sentimenti assoluti, esigenze primarie, crudeltà insospettate.